# NK Brotnjo Čitluk
El Nogometni Klub Brotnjo Čitluk és un club de futbol bosnià de la ciutat de Čitluk.

## Història
El club fou fundat l'any 1955. El seu escut representa l'escut d'armes de Croàcia. La paraula Brotnjo prové del nom històric de la regió de Čitluk. El major èxit del club arribà l'any 2000, quan guanyà el campionat de Bòsnia. Gràcies a aquest triomf, la temporada següent disputà la Lliga de Campions de la UEFA. La següent temporada diputà la Copa de la UEFA.

## Palmarès
- Lliga bosniana de futbol:
  - 2000
- Copa d'Herceg-Bòsnia:
  - 1999

## Participació a Europa
| Temporada | Competició                   | Ronda |  | Club       | Casa | Fora |
| --------- | ---------------------------- | ----- |  | ---------- | ---- | ---- |
| 2000/01   | Lliga de Campions de la UEFA | 1Q    |  | FBK Kaunas | 3-0  | 0-4  |
| 2001/02   | Copa de la UEFA              | QR    |  | Viking FK  | 1-1  | 0-1  |
| 2002      | Copa Intertoto de la UEFA    | 1R    |  | FC Zürich  | 2-1  | 0-7  |